# Žlne
Žlne (en serbe cyrillique : Жлне) est un village de Serbie situé dans la municipalité de Knjaževac, district de Zaječar. Au recensement de 2011, il comptait 90 habitants.

## Démographie
| 1948  | 1953  | 1961 | 1971 | 1981 | 1991 | 2002 | 2011 |
| ----- | ----- | ---- | ---- | ---- | ---- | ---- | ---- |
| 1 099 | 1 054 | 917  | 555  | 403  | 223  | 161  | 90   |

|  |

## Personnalité
La mathématicienne et académicienne Mileva Prvanović est née dans le village en 1929.